# 峡口站
峡口站位于甘肃省瓜州县，建于1958年，是兰新铁路的一个车站。距离兰州站1044公里，距上行车站石板墩站24公里，距下行车站柳园站23公里。该站隶属乌鲁木齐铁路局。

## 业务范围
- 不办理客运营业；
- 货运：办理整车货物发到